# Braselton
Braselton ist eine Stadt in den Countys Barrow, Gwinnett, Jackson und Hall im US-Bundesstaat Georgia mit 7511 Einwohnern (Stand: 2010).

## Geographie
Braselton grenzt im Süden direkt an Hoschton und befindet sich rund 15 km westlich von Jefferson sowie etwa 70 km nordöstlich von Atlanta.

## Geschichte
Braselton entstand 1884 als Siedlung und wurde 1916 zur Stadt erhoben. Zwischen 2000 (1206 Einwohner) und 2010 hat sich die Bevölkerungszahl mehr als verfünffacht.
Kim Basinger, eine US-amerikanische Schauspielerin, kaufte im Jahr 1989 den gesamten Ort für 20 Millionen $. Nachdem sie aus rechtlichen Gründen in finanzielle Schwierigkeiten geraten war, war sie gezwungen den Ort zu verkaufen – für eine Million $.

## Demographische Daten
Laut der Volkszählung von 2010 verteilten sich die damaligen 7511 Einwohner auf 2556 bewohnte Haushalte, was einen Schnitt von 2,94 Personen pro Haushalt ergibt. Insgesamt bestehen 2833 Haushalte. 
83,5 % der Haushalte waren Familienhaushalte (bestehend aus verheirateten Paaren mit oder ohne Nachkommen bzw. einem Elternteil mit Nachkomme) mit einer durchschnittlichen Größe von 3,22 Personen. In 47,6 % aller Haushalte lebten Kinder unter 18 Jahren sowie in 15,5 % aller Haushalte Personen mit mindestens 65 Jahren.
32,1 % der Bevölkerung waren jünger als 20 Jahre, 28,9 % waren 20 bis 39 Jahre alt, 26,3 % waren 40 bis 59 Jahre alt und 12,7 % waren mindestens 60 Jahre alt. Das mittlere Alter betrug 34 Jahre. 49,2 % der Bevölkerung waren männlich und 50,8 % weiblich.
82,9 % der Bevölkerung bezeichneten sich als Weiße, 8,8 % als Afroamerikaner, 0,4 % als Indianer und 3,9 % als Asian Americans. 2,0 % gaben die Angehörigkeit zu einer anderen Ethnie und 2,0 % zu mehreren Ethnien an. 8,2 % der Bevölkerung bestand aus Hispanics oder Latinos.
Das durchschnittliche Jahreseinkommen pro Haushalt lag bei 90.284 USD, dabei lebten 5,5 % der Bevölkerung unter der Armutsgrenze.

## Sehenswürdigkeiten
Das Braselton Historic District und die Shields-Etheridge Farm sind im National Register of Historic Places gelistet.

## Verkehr
Braselton wird von der Interstate 85 sowie von den Georgia State Routes 53, 124, 211 und 347 durchquert. Der nächste Flughafen ist der Hartsfield–Jackson Atlanta International Airport (rund 90 km südwestlich).